# Стефан Кираджиев
Стефан Кираджиев е български социалист, журналист и профсъюзен деятел.

## Биография
Стефан Иванов Кираджиев е роден през 1892 г. в Бургас. Баща мy е работил като учител няколко години в сливенските села, но след това се преселва в Бургас, където отваря малка печатница и книжарница. След смъртта на баща му, Стефан и майка мy се преселват в Пловдив. През 1906 г. Стефан постъпва във Военното училище, но още същата година той е изключен заради антивоенна пропаганда. Продължава образованието си в Пловдивската гимназия. В гимназията се свързва с група прогресивни ученици, които са под идейно влияние на Васил Коларов.
След завършване на гимназията той следва право в Софийския университет. В София участва доброволно в експедирането на вестника на транспортните работници. През 1914 г. завършва семестриално университета и се връща в Пловдив. Първоначално постъпва на работа в една аптека, а след това става учител в селата Стряма и в Катунско Конаре. Участва в учредителните събрания на партийните групи на Българската комунистическа партия в пловдивските села.
Под въздействието на Васил Коларов постъпва на работа в пловдивския клон на Народната банка. Активно участва в оркестъра и театралната група при партийния клуб в града. Започва да работи в профсъюзната организация и бързо се очертава като отличен профсъюзен деец. След злополучната смърт на Никола Господинов през 1915 г. по настояване на Васил Koларов през 1919 г. секретарството на тютюноработническия съюз се поема от Стефан Кираджиев. От този момент до смъртта си той свързва живота си с борбите на тютюноработниците.
Той организира стачката на тютюноработниците в Пловдив на 30 юни 1919 г. По време на избухване на стачката Стефан Кираджиев държи реч от трибуната пред партийния дом. Стачката продължава 40 дни. Благодарение на умелите и осмислени действия на Кираджиев стачката завършва с успех - равнопоставност в заплащането на жените и мъжете, 8-часов работен ден и увеличение на заплатите със 7000 лв. Продава свой имот, за да финансира стачката.
През периода 1919-1920 г. той редактира в-к „Тютюноработник“, пише позиви, работи за масова просвета, за укрепване и създаване на организации във всички тютюноработнически центрове. Чрез ръководените от него курсове израстват стотици профсъюзни дейци, които след това стават партийни ръководители.
Стефан Кираджиев взема участие в подготовката на Септемврийското въстание. На 23 септември 1923 г. той е арестуван и на другия ден е разстрелян край Пловдив.
След построяване на Домa на труда на Общия професионален съюз в Пловдив през 1946 г. той носи неговото име. В Пловдив на ул. „Гладстон“ има възпоменателна плоча, която е разбита през 2013 г.